# The Lost Empire
The Lost Empire è un film statunitense del 1985 diretto da Jim Wynorski.

## Produzione
Il film fu prodotto dalla Harwood e diretto da Jim Wynorski. Nel cast vi sono Melanie Vincz, che interpreta la protagonista Angel, Raven De La Croix, Angela Aames e Angus Scrimm. È il primo film diretto da Jim Wynorski, regista poi noto negli anni seguenti per i suoi numerosi film a basso costo.

## Distribuzione
Fu distribuito dalla Lightning Video in VHS nel 1985. Alcune delle uscite internazionali sono state:
- negli Stati Uniti a febbraio 1985 (The Lost Empire)
- in Germania il 19 novembre 1990    (Drei Engel auf der Todesinsel, in prima TV)
- in Venezuela (El imperio perdido)
- in Brasile (Império Perdido)
- in Finlandia (Kauhun valtakunta)
- in Francia (The Lost Empire